# Marco Ballotta
Marco Ballotta (Casalecchio di Reno, 3 de abril de 1964) é um ex-futebolista italiano que atuava como goleiro e, posteriormente, atacante. É atualmente treinador de goleiros do Castelvetro, clube amador de seu país.
Apesar de sua carreira profissional ter durado 25 anos, Ballotta nunca recebeu uma convocação para a Seleção Italiana de Futebol. Ele também tem a distinção de ser o jogador mais velho a ter entrado em campo tanto pelo Campeonato Italiano quanto pela Liga dos Campeões da UEFA.
Em 15 temporadas na elite do futebol italiano, ele participou de 138 partidas por seis clubes, se destacando principalmente por Modena e Lazio.

## Carreira
Formado nas categorias de base do Boca San Lazzaro em 1980, Ballotta profissionalizou-se em 1981, no Bologna, porém nunca atuou em jogos oficiais pelo clube. Sua estreia como atleta profissional foi um ano depois, novamente pelo Boca San Lazzaro, pelo qual atuou 22 vezes.
No Modena, o goleiro atuou em 188 partidas entre 1984 e 1990, vencendo a Serie C italiana em 1989–90. Após uma rápida Cesena em 1991, foi contratado pelo Parma no mesmo ano. Pelos gialloblù, foram apenas 33 partidas e 3 títulos conquistados (Copa da Itália de 1991–92, Taça dos Clubes Vencedores de Taças de 1992–93 e Supercopa da UEFA de 1993). O goleiro ainda defendeu Brescia, Reggiana, Lazio e Internazionale - pelos Nerazzurri, bateu o recorde de estreante mais velho na história da agremiação. Porém, não se firmou no clube milanês e regressou ao Modena em 2001, inicialmente por empréstimo, e após conquistar o acesso para a Serie A de 2002–03, foi contratado em definitivo.
Em 2004, aos 40 anos de idade e não tendo conseguido manter os Canarini por mais uma temporada na divisão principal do futebol italiano, Ballotta assinou com o Treviso, e obteve mais um acesso em sua carreira, mas não continuou nos Biancocelesti para a temporada seguinte, voltando à Lazio em 2005, como terceiro goleiro.

### Recordes na Lazio e aposentadoria como profissional
Com a aposentadoria do também experiente Angelo Peruzzi em 2007, Ballotta foi promovido a reserva imediato do recém-contratado Fernando Muslera, que seria o novo titular da Lazio na temporada. Porém, o uruguaio mostrou insegurança embaixo das traves em alguns jogos e o técnico Delio Rossi optou em barrá-lo, e Ballotta passou a ser o novo titular.
E o veterano goleiro surpreendeu aos disputar 46 jogos (número alto para um jogador de idade avançada na primeira divisão), conquistando ainda 2 recordes: foi o mais velho a disputar uma partida da Liga dos Campeões da UEFA, aos 43 anos e 168 dias (o recorde anterior pertencia ao zagueiro Alessandro Costacurta, que atuou aos 40 anos e 211 dias no jogo entre Milan e AEK, em 2006), e o de jogador mais velho a entrar em campo na Série A, com 44 anos e 38 dias (atualizando o recorde obtido pelo próprio Ballotta, em 2005), e embora chegasse a renovar seu contrato por mais um ano com a Lazio, o goleiro não chegou a disputar a temporada 2008–09, preferindo encerrar a carreira profissional depois de 26 anos.

### Volta aos gramados, desta vez como atacante

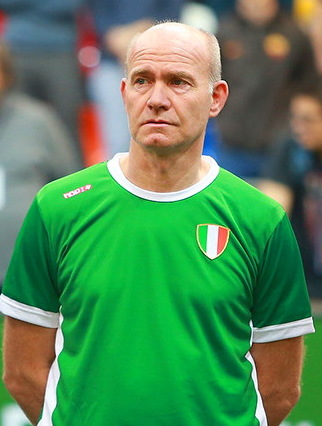
Ballotta em 2018.

Após anunciar o final da carreira de jogador, Ballotta assumiu o cargo de diretor do Modena. No entanto, saiu do cargo após 35 dias e decidiu voltar aos gramados, defendendo o pequeno Calcara Samoggia, da 8ª divisão italiana, jogando também como atacante. Em 2011, transferiu-se para o San Cesario, da mesma divisão. Continuou atuando nas divisões amadoras do futebol italiano até 2016, quando voltou a pendurar as chuteiras.
No entanto, em 2019, foi registrado como jogador do Castelvetro devido à ausência de um jogador do elenco. Ele ainda acumula as funções de presidente e preparador de goleiros.

## Títulos
Modena
- Serie C: 1 (1989–90)

Parma
- Copa da Itália: 1 (1991–92)
- Taça dos Clubes Vencedores de Taças: 1 (1992–93)
- Supercopa da UEFA: 1 (1993)

Lazio
- Copa da Itália: 2 (1997–98, 1999–2000)
- Taça dos Clubes Vencedores de Taças: 1 (1998–99)
- Supercopa da UEFA: 1 (1998)